# Steve Shamal
Steve Shamal, né le 22 février 1996 à Ivry-sur-Seine (Val-de-Marne), est un footballeur français jouant au poste d'ailier aux Girondins de Bordeaux.

## Biographie

### Carrière professionnelle
Après avoir passé quelques années dans les équipes de réserve de Bordeaux et d'Auxerre, Steve rejoint le Stade de Reims en août 2017. Dans un premier temps, Steve joue avec la réserve du club en National 2. Le 17 mars 2018, il fait ses débuts professionnel en Ligue 2 lors d'une victoire 3-1 du Stade de Reims contre le RC Lens. Lors de cette rencontre, il remplace Diego à la 87e minute. Il signe ensuite son premier contrat professionnel, d'une durée de trois ans, avec le club en avril 2018. Le club de Reims remporte en fin de saison le championnat de Ligue 2 et grâce à son entrée en jeu contre Lens, Steve glane son premier titre en professionnel .
En juin 2018, il rejoint Quevilly-Rouen, alors en National 1, en prêt pour une saison dans le but de gagner du temps de jeu et de progresser pour pouvoir intégrer plus régulièrement l'équipe première de Reims. Cette saison est une réussite pour Steve, il participe à tous les matchs de Quevilly dans le championnat de National en étant même titulaire lors de 29 des 34 matchs joués cette saison et inscrit 6 buts.
Fort de sa saison réussie, il revient à Reims dans le but d'intégrer la rotation. Le club s'étant maintenu en Ligue 1, il n'entre pas dans les plans de l'entraineur David Guion et il est mis à la disposition de l'équipe réserve.
En août 2019, il signe un contrat de deux ans avec le club de Boulogne-sur-Mer. Il continue sur sa lancée de sa saison précédente à Quevilly en inscrivant 6 buts. Pendant l'été 2020, il est victime d'une rupture des ligaments croisés du genou.
Malgré cette blessure, il signe en octobre 2020 pour le SM Caen.
Au cours de la saison 2020-2021, il ne joue pas un seul match. Il fait son retour à la compétition en juillet 2021 lors d'une rencontre opposant le SM Caen et le Nîmes Olympique. Le match se termine sur le score de 4-0 pour Caen. Steve est remplaçant au début du match, il rentre pour les 25 dernières minutes et inscrit le quatrième but des malherbistes . Ce but lui permet d'enchaîner quelques titularisations en début de saison mais l'arrivée dans l'effectif de Nuno Da Costa change la donne et il n'est alors plus que remplaçant.
Le 17 juin 2022, Shamal est transféré au FC Annecy sans indemnité de transfert mais avec des bonus potentiel pour le SM Caen en cas de plus-value sur la revente.
Ayant participer à 55 matchs, marqué 6 buts et fait 11 passes décisives sous le maillot Annecien, il laisse de lui une bonne image au sein du Club Haut-Savoyard malgré un départ précipité en Turquie à l'hiver 2024.
Le 20 janvier 2024,Steve SHAMAL s'en va faire sa première expérience à l'étranger, plus précisément en Turquie ou il s'engage 5 mois avec Şanlıurfaspor, actuellement en deuxième division.

### Carrière internationale
Shamal est né en France d'un père palestinien et d'une mère algérienne. Il est sélectionné dans l'équipe de France des moins de 16 ans en 2011.

## Statistiques
| Saison                | Club                            | Championnat           | Championnat | Championnat | Championnat | Coupe nationale | Coupe nationale | Coupe nationale | Coupe de la Ligue | Coupe de la Ligue | Coupe de la Ligue | Total | Total | Total |
| Saison                | Club                            | Division              | M.          | B.          | P.d.        | M.              | B.              | P.d.            | M.                | B.                | P.d.              | M.    | B.    | P.d.  |
| 2017-2018             | Stade de Reims                  | Ligue 2               | 1           | 0           | 0           | -               | -               | -               | -                 | -                 | -                 | 1     | 0     | 0     |
| 2018-2019             | Quevilly Rouen Métropole (prêt) | National              | 34          | 6           | 3           | -               | -               | -               | 1                 | 0                 | 0                 | 35    | 6     | 3     |
| 2019-2020             | US Boulogne                     | National              | 17          | 6           | 4           | 1               | 0               | 0               | 0                 | 0                 | 0                 | 18    | 6     | 4     |
| 2020-2021             | SM Caen                         | Ligue 2               | -           | -           | -           | -               | -               | -               | -                 | -                 | -                 | 0     | 0     | 0     |
| 2021-2022             | SM Caen                         | Ligue 2               | 27          | 1           | 1           | 1               | 0               | 0               | -                 | -                 | -                 | 28    | 1     | 1     |
| 2022-2023             | FC Annecy                       | Ligue 2               | 32          | 3           | 5           | 6               | 1               | 4               | -                 | -                 | -                 | 38    | 4     | 9     |
| 2023-2024             | FC Annecy                       | Ligue 2               | 16          | 1           | 2           | 1               | 1               | 0               | -                 | -                 | -                 | 17    | 2     | 2     |
| 2023-2024             | Şanlıurfaspor                   | 1.Lig                 | 0           | 0           | 0           | 0               | 0               | 0               | -                 | -                 | -                 | 0     | 0     | 0     |
| Total sur la carrière | Total sur la carrière           | Total sur la carrière | 127         | 17          | 15          | 9               | 2               | 4               | 1                 | 0                 | 0                 | 137   | 19    | 19    |

## Palmarès
Stade de Reims
- Ligue 2 : 
  - Vainqueur : 2017-2018